# Johann Loserth

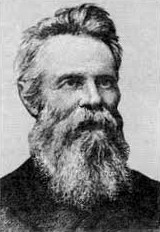
Johann Loserth

Johann Loserth, född 1 september 1846, död 30 augusti 1936, var en österrikisk historiker.
Loserth var gymnasialprofessor i Wien 1871-76, universitetsprofessor i Czernowitz 1875-93 och i Graz 1893-1917. Hans specialitet var de kyrkopolitiska konflikterna i Böhmen, Österrike och England under 1300-1500-talen i samband med reformationsrörelserna. I sina studier över husiterrörelsen kom Loserth att starkt förringa Jan Hus självständighet och påpeka dennes beroende av John Wycliffe. Som handboksförfattare utmärkte han sig för grundlig, klar och systematisk framställning. Bland Loserths verk märks Hus und Wiclif (1884, 2:a upplagan 1925), Beiträge zur Geschichte der hussitischen Bewegung (1878-94), Studien zur Kirchenpolitik Englands im 14. Jahrhundert (1897), samt Geschichte des späteren Mittelalters (1903).